# Desojo
Desojo és un municipi de Navarra, a la comarca d'Estella Occidental, dins la merindad d'Estella. Limita al nord amb Mirafuentes, Mendaza i Mués, a l'oest amb Espronceda i al sud amb Sansol i Armañanzas.

## Demografia
| Evolució demogràfica                              | Evolució demogràfica | Evolució demogràfica | Evolució demogràfica | Evolució demogràfica | Evolució demogràfica | Evolució demogràfica | Evolució demogràfica | Evolució demogràfica | Evolució demogràfica | Evolució demogràfica |
| 1996                                              | 1998                 | 1999                 | 2000                 | 2001                 | 2002                 | 2003                 | 2004                 | 2005                 | 2006                 | 2007                 |
| ------------------------------------------------- | -------------------- | -------------------- | -------------------- | -------------------- | -------------------- | -------------------- | -------------------- | -------------------- | -------------------- | -------------------- |
| 151                                               | 144                  | 144                  | 144                  | 134                  | 127                  | 119                  | 122                  | 119                  | 114                  | 108                  |
| Fonts: Desojo i Institut d'Estadística de Navarra |                      |                      |                      |                      |                      |                      |                      |                      |                      |                      |